# Corinna galeata
Corinna galeata är en spindelart som beskrevs av Simon 1896. Corinna galeata ingår i släktet Corinna och familjen flinkspindlar. Inga underarter finns listade i Catalogue of Life.